# Offensive de Tasil (2017)
Pour les articles homonymes, voir Offensive de Tasil.
Guerre civile syrienne
Batailles
L'offensive de Tasil de 2017 a lieu pendant la guerre civile syrienne, autour de la localité de Tasil, dans l'extrême sud de la Syrie, à proximité des frontières jordanienne et israélienne.

## Déroulement

Évolution dans le gouvernorat de Deraa au cours de l'offensive.
Zone contrôlée par le régime syrien et ses alliés
Zone contrôlée par les rebelles
Zone contrôlée par l'État islamique
Zone contestée

Le 20 février 2017, à l'aube, l'Armée Khalid ibn al-Walid, affiliée à l'État islamique, profite de ce que les rebelles sont engagés depuis le 12 février dans une nouvelle offensive (dite de « la mort ou de l'humiliation ») contre les loyalistes dans la ville de Deraa pour les attaquer à revers dans l'ouest du gouvernorat,,,,. Les djihadistes affrontent principalement les forces du Front du Sud — avec notamment Mujahideen Horan, Furqat Usud al-Sunnah, la Division Ahrar Nawa, la Division al-Moataz Bellah, le Liwa al-Haramayn al-Sharifayn, la Division Fajr al-Islam et la Division al-Haq, — d'Ahrar al-Cham, de Jaych al-Islam et de Hayat Tahrir al-Cham,,,.
Dès le premier jour, les djihadistes s'emparent de la petite ville de Tasil, des villages de Sahem al-Joulane et d'Adwane (en) (dont ils avaient été chassés en avril 2016) et de la colline stratégique de Jamou' (arz) surplombant la ville de Nawa (en),,. Le 27 février, les rebelles lancent une contre-attaque : la colline stratégique de Jamou', Jaline (en) et al-Mzyra sont repris par le Front du Sud, puis à nouveau reconquis par l'Armée Khalid ibn al-Walid. Tasil et Sahem al-Joulane demeurent aux mains de l'État islamique. 
Le 28 février, 16 groupes de l'Armée syrienne libre se rassemblent au sein d'une « Chambre d'opération de Nawa ».

## Pertes
Selon l'Observatoire syrien des droits de l'homme (OSDH), les combats font au moins 36 morts dans les rangs de l'État islamique (EI) et 86 du côté des rebelles, ainsi que neuf civils, entre le 20 et le 22 février,. Le 28 février, le bilan passe ensuite à au moins 48 morts du côté de l'EI, 104 chez les rebelles et 11 civils, dont quatre enfants. Des exécutions de prisonniers sont commises par les djihadistes et plusieurs cadavres de rebelles sont décapités,.